# Galleria nazionale finlandese

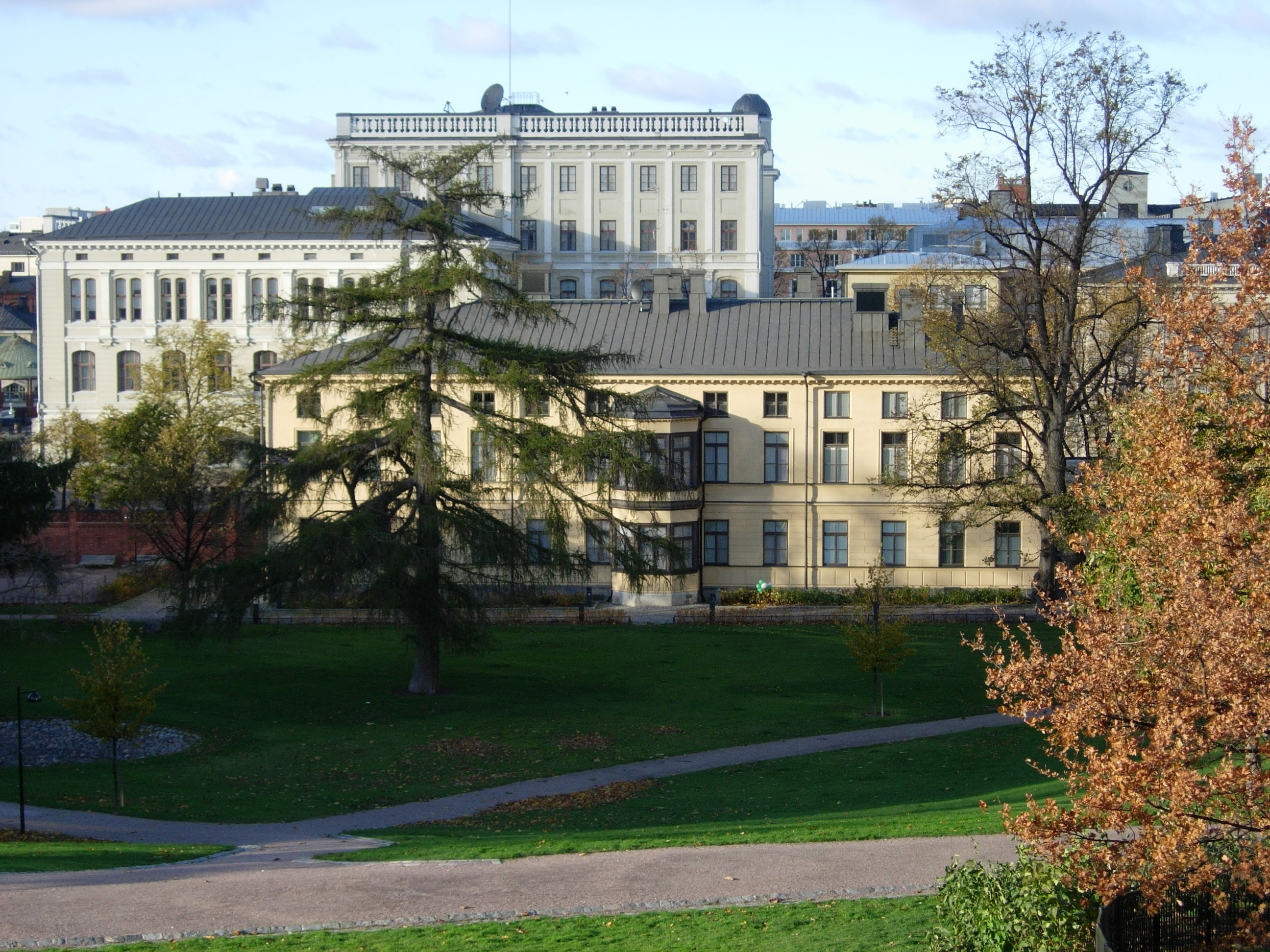
Museo d'arte Sinebrychoff, altra sede della Galleria nazionale finlandese.

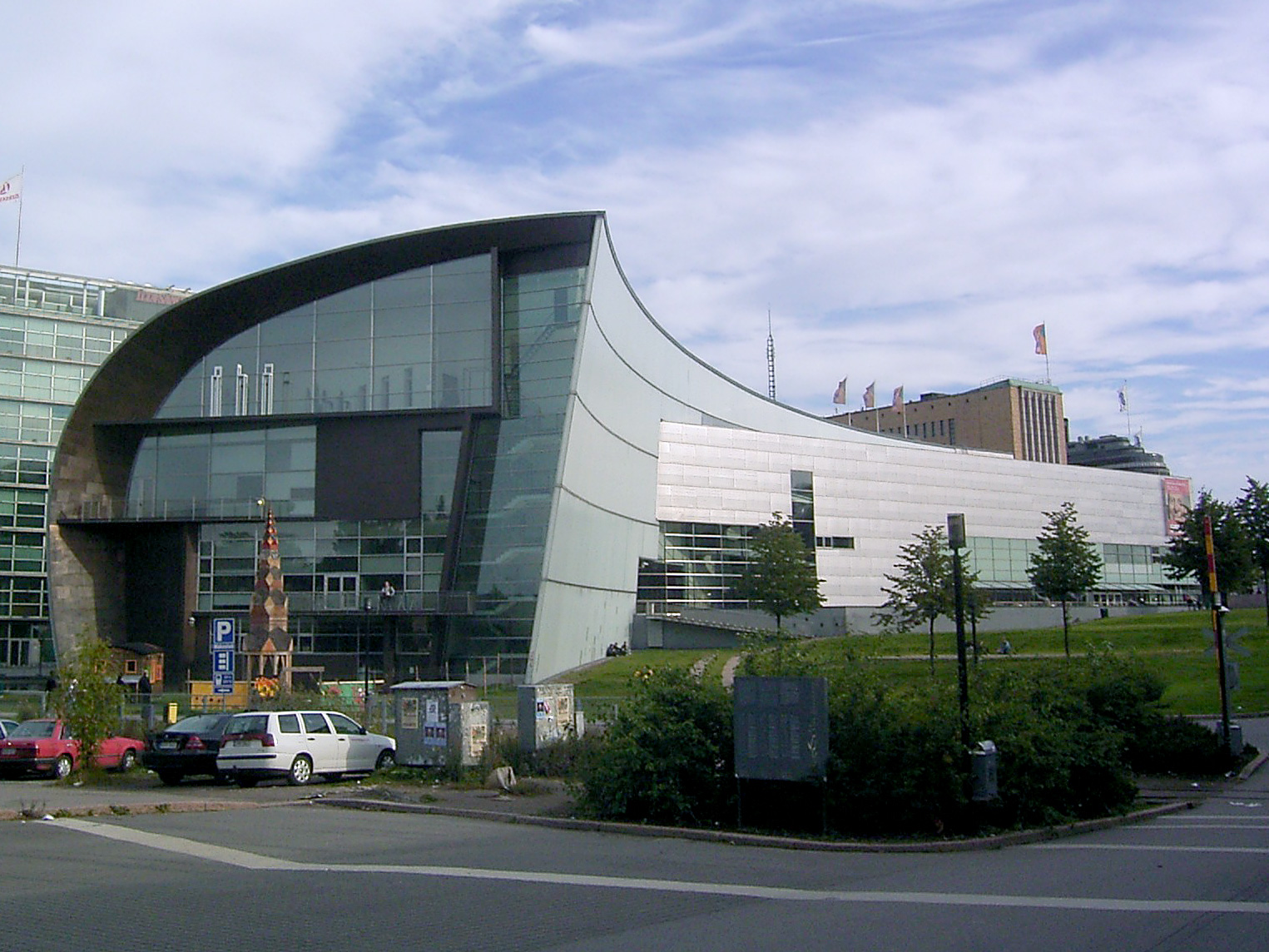
Il museo Kiasma di arte contemporanea, terza sede della Galleria nazionale finlandese.

La Galleria nazionale finlandese (in finlandese: Suomen Kansallisgalleria; in svedese: Finlands Nationalgalleri) è il più grande museo d'arte istituito in Finlandia. Si compone di tre parti: l'Ateneum Art Museum, il museo di arte contemporanea  Kiasma e Museo d'arte Sinebrychoff.

Le funzioni dell'organizzazione sono espletate dal dipartimento di conservazione, dal dipartimento amministrazione e servizi e dal Kehys, il reparto di sviluppo del museo d'arte.

## Funzione
La missione della Galleria nazionale finlandese è di promuovere il patrimonio culturale delle arti visive finlandesi, far valere il significato della cultura visiva in epoca contemporanea, e per sviluppare l'industria turistica legata al museo d'arte. Inoltre vuole preservare e sviluppare la più grande collezione della Finlandia d'arte e gli archivi di conoscenza e di ricerca ad essa legati.

## Collezioni
Il  Museo d'arte Sinebrychoff ha dipinti di pittori stranieri come Giovanni Boccati, Giovanni Benedetto Castiglione, Govert Flinck, Rembrandt, Jan Cook, Goyen, Carl Wilhelm de Hamilton, Lucas Cranach il Vecchio, Jurgen Forni, Frans Wouters, Hieronymus Francken II, Joshua Reynolds, Antoine Watteau, François Boucher, Carl Frederik von Breda, Alexander Roslin, e Giacobbe Bjorck. Ha una collezione notevole di miniature svedesi.

L'Ateneum è un museo d'arte prevalentemente finlandese con dipinti di importanti pittori finlandesi come Albert Edelfelt, Eero Jarnevelt, Helene Schjerfbeck, Pekka Hallönen, Hugo Simberg, Akseli Gallen-Kallela e Fanny Churberg.